# Puente de la bahía de Hangzhou

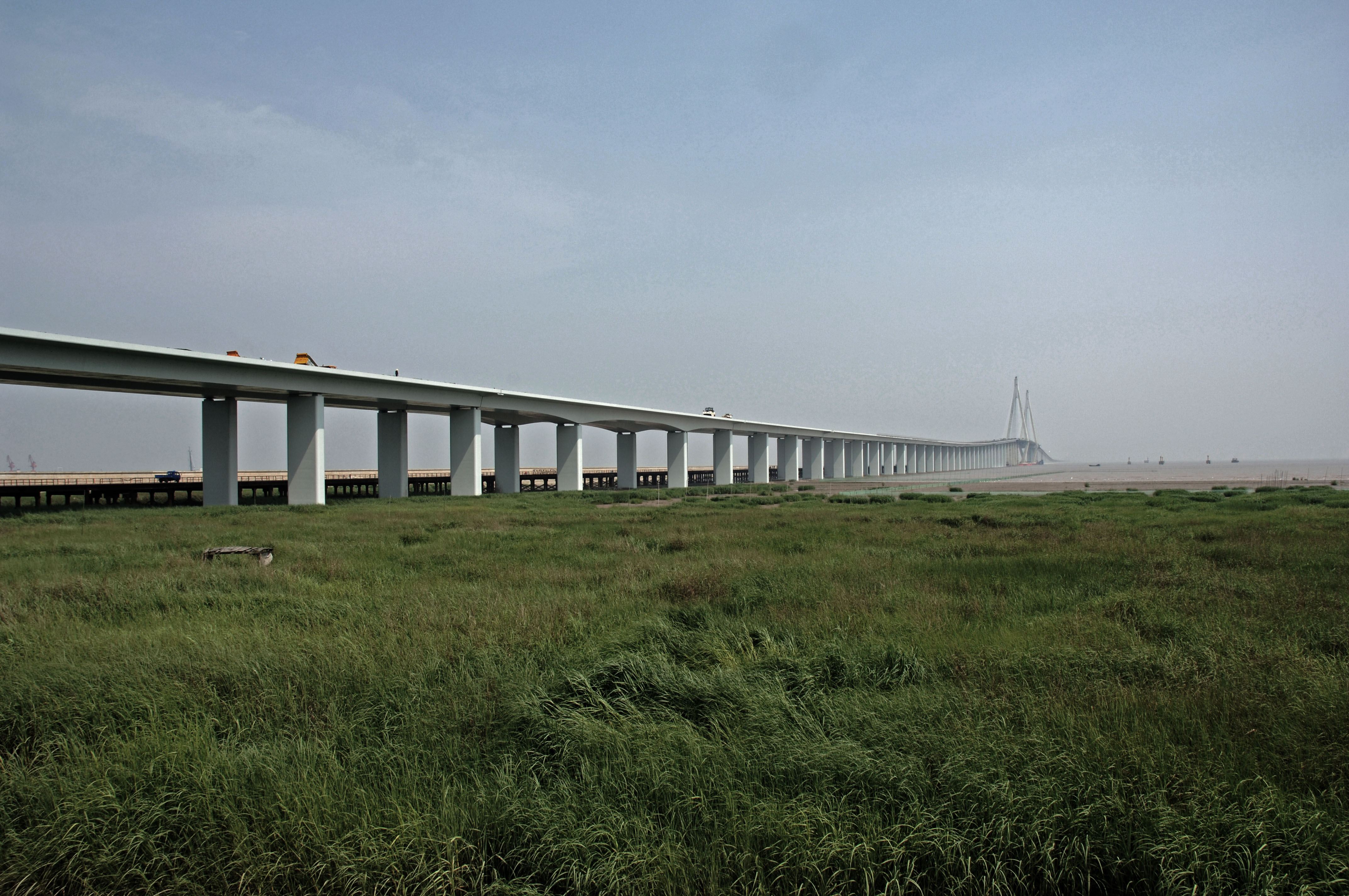
Puente de la bahía de Hangzhou.

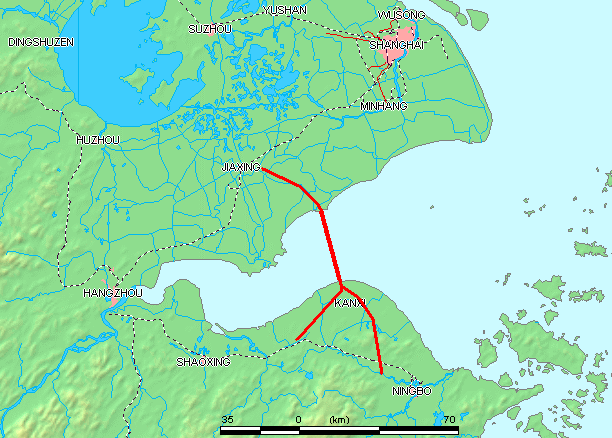
Mapa de localización del puente.

El puente de la bahía de Hangzhou es un puente con un tramo atirantado en su centro que facilita el tráfico marítimo. Atraviesa la bahía de Hangzhou en la costa este de la República Popular China. Une la municipalidad de Shanghái con la ciudad de Ningbo en la provincia de Zhejiang, y se ha convertido en el segundo puente más largo del mundo sobre el mar, después del de la bahía de Jiazhou en la ciudad costera oriental de Qingdao en la República Popular China. 
La construcción se inició el 8 de junio de 2003 y su inauguración fue el 14 de junio de 2008. El puente tiene una longitud de 35 763 m, con 6 carriles (tres por sentido) más los dos arcenes. Esto le convierte en el tercer puente más largo del mundo después de la calzada del lago Pontchartrain, en el estado estadounidense de Luisiana y del de la bahía de Jiazhou en la ciudad costera oriental de Qingdao en la República Popular China. 
Los vehículos pueden circular a una velocidad de 80, 90 y 100 km/h dependiendo del carril. Se prevé que la estructura durará 100 años. En la mitad del puente se está construyendo una "isla" que dispondrá de servicios básicos para cubrir las necesidades de los viajeros.
El puente acortó la distancia entre Shanghái y Ningbo en más de 320 km. Antes de su construcción, el viaje entre ambas ciudades incluía un desvío que dejaba la distancia total en 400 km con una duración aproximada de viaje de unas 6 horas. Con el puente de la bahía de Hangzhou, el recorrido es de 80 km y la duración del trayecto desde el centro de una ciudad a la otra se reduce a la mitad, siendo necesarias tan solo 3 horas. Con su inauguración se intenta conseguir que el puerto de Beilun en Ningbo pueda competir con el de Pudong de Shanghái en el comercio internacional. La obra significó una inversión de 1.682 millones de dólares.